# Papillom

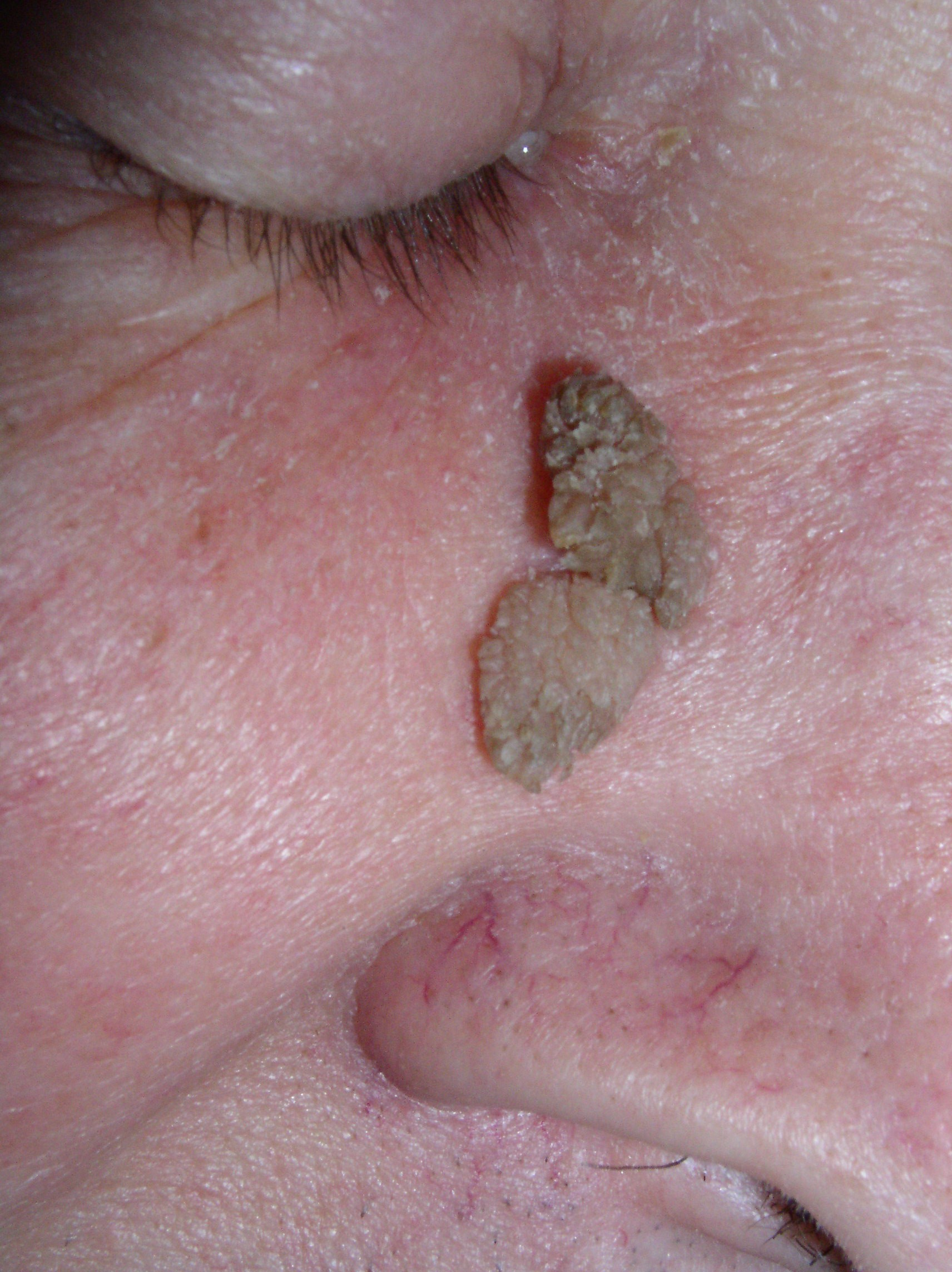
Papillom der Gesichtshaut

Das Papillom ist ein gutartiger Tumor, der von den obersten Haut- oder Schleimhautschichten eines Organismus ausgeht. Papillome werden zum Beispiel an der Haut der Körperoberfläche, in den ableitenden Harnwegen, in den Ausführungsgängen der weiblichen Brust und anderer Drüsen oder an den Schleimhäuten von Mund, Nase, Nebenhöhlen oder im Magen-Darm-Trakt (villöses Adenom) gefunden. Papillome haben ein blumenkohlartiges Aussehen und können bis zu 1 cm groß werden. Bei der histologischen Untersuchung sieht man ein gefäßführendes, fingerförmig verästeltes Stroma mit regelrechtem oberflächlichem Plattenepithel. Als Ursache werden Virusinfektionen oder mechanische Irritationen vermutet.

## Papillome der Haut
Hautpapillome treten in allen Altersgruppen ohne Geschlechterpräferenz auf. Kosmetisch störende Gewächse können chirurgisch entfernt werden.

## Papillome der Schleimhaut

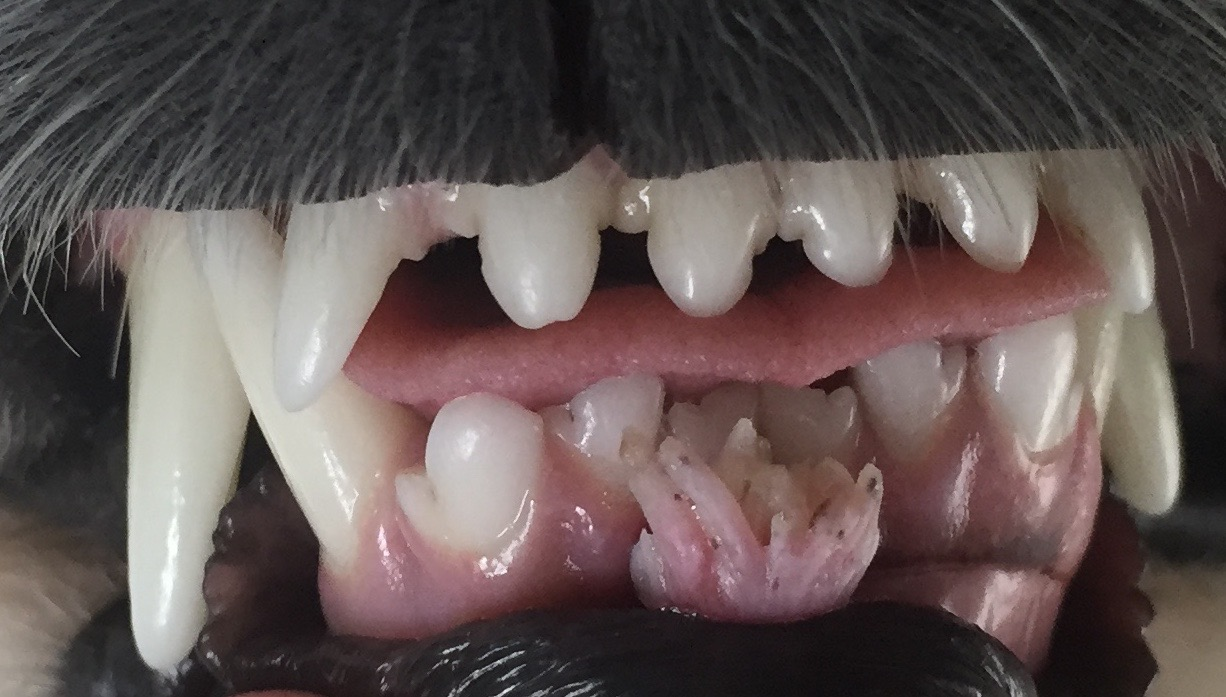
Exophytisches Papillom beim Hund

### Nase und Nebenhöhlen
Schleimhautpapillome, auch Schneider-Papillome genannt, sind seltene vorwiegend benigne Tumoren der Nase und Nasennebenhöhlen (invertierte oder transitionale Papillome), und treten meist einseitig auf, was sie von der beidseitigen entzündlichen Sinusitis unterscheidet. Symptome sind (einseitige) Kopfschmerzen, vor allem Behinderung der Nasenatmung und manchmal Nasenbluten.
Das invertierte Papillom ist zumeist an der lateralen Nasenwand lokalisiert, es kann aber auch auf dem Nasenseptum aufsitzen oder aus den Nasennebenhöhlen, so der Kieferhöhle und dem Siebbein, entspringen.
Obwohl es sich nicht um eine bösartige Erkrankung handelt, muss die Veränderung radikal chirurgisch entfernt werden, weil es sonst zu einem Einwachsen in umgebende Organe wie beispielsweise die Augenhöhle kommen kann.
Das invertierte Papillom breitet sich, makroskopisch mit glatter Oberfläche, unter dem Schleimhautniveau endophytisch aus und verdrängt dabei die umgebenden Gewebestrukturen. Typisch ist auch eine maulbeerartige Oberfläche. Bei der Inspektion ist der Tumor von gelblicher bis lachsfarbener Färbung mit einer grauweißen Schnittfläche. Das invertierte Papillom blutet bei Berührung leicht.
Der medizinische Eigenname des Schneider-Papilloms leitet sich von einem Areal der Nasenschleimhaut ab, das entwicklungsgeschichtlich der Schneider-Membran entspricht. Die Schneider-Membran entwickelt sich am Ende der vierten Woche der Embryonalentwicklung, leitet sich von den Riechplakoden ab und ist deshalb im Gegensatz zur übrigen entodermal abstammenden Respirationsschleimhaut ektodermalen Ursprungs.